# Mateus Wesp
Mateus José de Lima Wesp (Passo Fundo, 23 de julho de 1988) é um advogado, professor universitário e político brasileiro. Foi presidente do PSDB no Rio Grande do Sul e é deputado estadual.

## Biografia
Disputou sua primeira eleição em 2012, pelo Partido Progressista, deixando de se eleger vereador em Passo Fundo por 20 votos. Em 2016, foi o vereador mais votado da cidade.
Formado em Direito pela PUC-RS, com especialização, mestrado e doutorado em Direito Público na UFRGS, concluiu, em 2018, o pós-doutorado em Filosofia do Direito.
No mesmo ano, foi eleito com 28.173 votos deputado estadual.
Em agosto de 2021, votou contrário ao PL 119 2020, do deputado Issur Koch (PP), que criava o cargo de biomédico no quadro de servidores do Estado do Rio Grande do Sul. Explicou ser a favor da matéria, mas votar contra pelo que alegaria ser uma inconstitucionalidade formal. No mesmo mês, foi também contrário ao projeto de instalação de câmeras filmadoras nas viaturas e uniformes dos policiais, de autoria da deputada Luciana Genro.